# Tess Milne

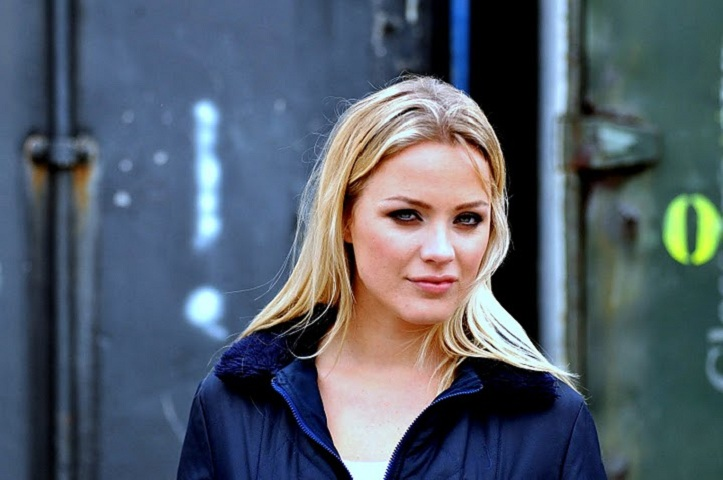
Milne in 2011

Tess Milne (Alkmaar, 2 januari 1988) is een Nederlands columniste en televisiepresentatrice.

## Levensloop
Milne kwam via een stage bij het castingbureau Creative Connectors in het televisiewereldje terecht. In die tijd speelde ze in diverse tv-reclamespotjes en maakte ze filmpjes voor het Hyvesjournaal. Ze acteerde ook in series als A'dam - E.V.A. en SpangaS.
In het najaar van 2009 was ze presentatrice van de TMF Game Awards en vanaf 2010 is ze werkzaam als vj en presenteerde ze programma's als Kijk dit nou!, TMF Fresh, TMF Dance en TMF Totally Summer on Tour, waarmee ze de hele zomer van 2010 vakantieoorden als Chersonissos en Salou af ging om met jongeren activiteiten te ondernemen. Sinds januari 2011 is ze werkzaam voor MTV Networks, waar zij onder andere haar eigen programma Money Makers presenteert en in MTV Was Here op zoek gaat naar alle bijzonderheden op het gebied van muziek, mode, evenementen en snufjes. Maar de meeste aandacht kreeg ze met haar programma Love For Sale over prostitutie in Brazilië. In juli 2012 werd bekend dat ze ging werken voor Veronica; ze heeft onder andere Casanova Bootcamp gepresenteerd.
In 2011 was Milne te zien als Suupla in de televisieserie A'dam - E.V.A..
In 2012 presenteerde ze elke zaterdagavond het nieuwe SBS6-programma Sterren Springen, waarin bekende Nederlanders schoonspringen op hun niveau. Ook nam ze deel aan Expeditie Robinson.
Op 26 november werd ze door FHM uitgeroepen tot 'Mooiste vrouw van Nederland'.
In 2013 presenteerde Milne Sterren Dansen op het IJs op SBS6, opnieuw met Joling. Ook presenteerde ze met Gerard Joling Vliegende Hollanders: Sterren van de Schans.
In 2014 presenteerde ze onder andere de Veronica-programma's Ranking the Cars en Inside Gamer en Ibiza Day & Night. Tevens zat ze in Team Veronica in de spelshow Roadtrippers, die op Veronica te zien was en samenwerkte met het kanaal StukTV op YouTube. Ook was Milne deelnemer aan het AVROTROS-programma Atlas. Ze viel hierbij als vijfde af, tegelijkertijd met zanger Brace.
Op 22 juli 2015 werd bekend dat Milne aan de slag zou gaan bij RTL 5. In het najaar van 2015 was ze te zien in het programma Wie is de Sjaak?. Het programma Roadtrippers verhuisde ook mee naar RTL 5.
In 2016 stapte ze over naar KRO-NCRV. Ze presenteert daar De Rekenkamer en Willem Wever. In 2021 maakt ze haar eerste documentaire over Slow travel voor Cinetree. 
Vanaf maart 2023 is Milne vaste columnist in &C: de glossy van Chantal Janzen. Milne deed in 2025 mee aan het televisieprogramma No Way Back VIPS en won de finale.

## Presentatie
| Jaar        | Medium          | Functie                                                   |
| ----------- | --------------- | --------------------------------------------------------- |
| 2010 - 2011 | TMF             | Presentatrice                                             |
| 2011 - 2012 | MTV             | Presentatrice                                             |
| 2012 - 2015 | Veronica        | Presentatrice                                             |
| 2015 - 2016 | RTL 5           | Presentatrice                                             |
| 2016 - 2019 | KRO-NCRV        | Presentatrice                                             |
| 2012        | SBS6            | Presentatrice Sterren Springen op Zaterdag                |
| 2013        | SBS6            | Presentatrice Sterren Dansen op het IJs                   |
| 2013        | SBS6            | Presentatrice Vliegende Hollanders: Sterren van de Schans |
| 2014        | Veronica        | Presentatrice Ranking the Cars                            |
| 2014        | Veronica        | Presentatrice Inside Gamer                                |
| 2014 - 2016 | Veronica        | Presentatrice Roadtrippers                                |
| 2014        | Veronica        | Presentatrice Ibiza Day & Night                           |
| 2014        | Veronica        | Presentatrice Radio Veronica Top 1000 Allertijden         |
| 2015        | RTL 5           | Presentatrice Wie is de Sjaak?                            |
| 2016        | KPN Presenteert | Presentatrice Soundcheckers                               |
| 2016 - 2019 | KRO-NCRV        | Presentatrice Willem Wever                                |
| 2016        | KRO-NCRV        | Presentatrice De Rekenkamer                               |
| 2021        | Cinetree        | Presentatrice & regie Slow Travel                         |

## Televisieseries
| Jaar        | Serie                 | Rol                 | Notitie |
| ----------- | --------------------- | ------------------- | ------- |
| 2011        | SpangaS               | Willemijn Noltenius |         |
| 2012        | Expeditie Robinson    | Zichzelf, kandidaat |         |
| 2014        | Atlas                 | Zichzelf, kandidaat |         |
| 2014 - 2016 | Roadtrippers          | Zichzelf, kandidaat |         |
| 2019        | Britt's Beestenbende  | Zichzelf, kandidaat |         |
| 2020        | The Big Escape        | Zichzelf, kandidaat |         |
| 2022        | De Invasie van België | Zichzelf, kandidaat |         |
| 2023        | Waku Waku             | Zichzelf, deelnemer |         |
| 2025        | No Way Back VIPS      | Zichzelf, deelnemer |         |

## Privé
Milne is gehuwd en heeft twee kinderen. Ze heeft een oudere broer. En een eeneiige tweelingzus.